# Nina Popova (athlétisme)
Ne doit pas être confondu avec Nina Popova (danseuse).
Pour les articles homonymes, voir Popov.
Nina Vasilievna Popova (Нина Васильевна Попова, d'après certaines sources Natalia Vasilievna Popova ; 1893 ? - ?) est une athlète russe, aussi professeur de lycée.

## Biographie
Impliquée dans le sport depuis 1909, Nina Popova est formée dans un club sportif de Kiev. Elle remporte plusieurs médailles en 1913 aux premières olympiades sportives panrusses, qui sont aussi sont la première compétition sportive ayant eu lieu en Russie où des femmes ont pu participer.
Elle est médaillée d'or aux 100 mètres avec un temps de 13,1 secondes, ce qui constitue un record du monde féminin, qui a tenu sept ans, ainsi qu'au saut en longueur, avec un saut de 4 mètres 12 cm. Elle est aussi médaillée d'argent en saut en hauteur et en escrime. 
Elle est élève à l'école de Bronislava Nijinska et est danseuse pendant un an au théâtre d'opéra et de ballet de Kiev puis enseigné la gymnastique à Kiev. Sous le régime soviétique, elle enseigne l'anglais à l'Institut polytechnique de l'Oural.